# Formação Karabastau
A Formação Karabastau (em cazaque: Qarabastaý svıtasy) é uma formação geológica e um lagerstätte nas montanhas Karatau, no sul do Cazaquistão, cujos estratos datam do Jurássico Médio ao Superior. É uma localidade importante para fósseis de insetos que têm sido estudados desde o início do século XX, juntamente com os restos mais raros de vertebrados, incluindo pterossauros, salamandras, lagartos e crocodilos.   Foi estudado em 1923-1925 por Z.F. Gorizdro-Kulchitskaya, M.I. Brik e A.V. Martynov. Em 1928, Turutanova-Ketova o estudou, e o trabalho de pesquisa foi publicado em 1930.

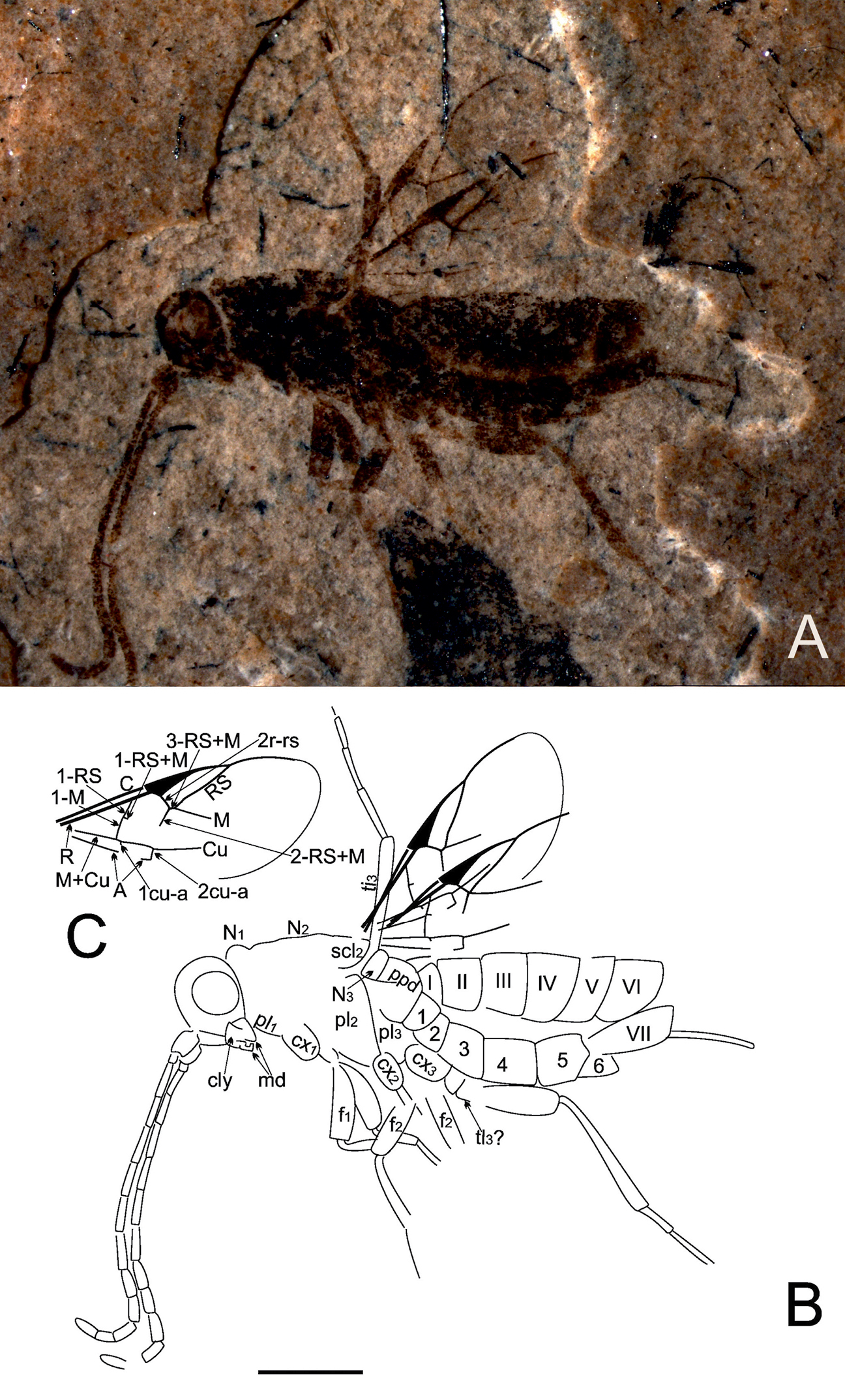
Vespa fóssil Arkadiserphus (Peleserphidae)

| Gênero          | Espécies          | Condado | Membro | Abundância    | Notas                                                                                     | Imagens |
| --------------- | ----------------- | ------- | ------ | ------------- | ----------------------------------------------------------------------------------------- | ------- |
| Batrachognathus | B. volans         |         |        | 2 espécimes   | Um pterossauro anurognatídeo .                                                            |         |
| Karatausuchus   | K. sharovi        |         |        |               | Um crocodilomorfo Atoposaurídeo .                                                         |         |
| Karaurus        | K. sharovi        |         |        |               | salamandra do grupo-tronco.                                                               |         |
| Praeornis       | P. sharovi        |         |        | 2 espécimes   | Proto-Pena                                                                                |         |
| Sharovisaurus   | S. karatauensis   |         |        |               | Um lagarto Paramacellodídeo                                                               |         |
| Sordes          | S. pilosus        |         |        | 8 espécimes   | Um pterossauro pterodáctilomorfo .                                                        |         |
| Yaxartemys      | Y. longicauda     |         |        |               | Tartaruga, possivelmente pertence a Xinjiangchelyidae                                     |         |
| Morrolepis      | M. aniscowitchi   |         |        | 346 espécimes | Peixes coccolepidídeos                                                                    |         |
| Pteronisco      | P. turkestanensis |         |        | 346 espécimes | Peixes paleonisciformes, intimamente relacionados aos Uighuroniscidae e Daqingshaniscus . |         |
| Esferósteo      | S. scharovi       |         |        |               | Peixes peipiaosteídeos, parentes dos esturjões e dos peixes-espátula                      |         |